# 东弗拉凯

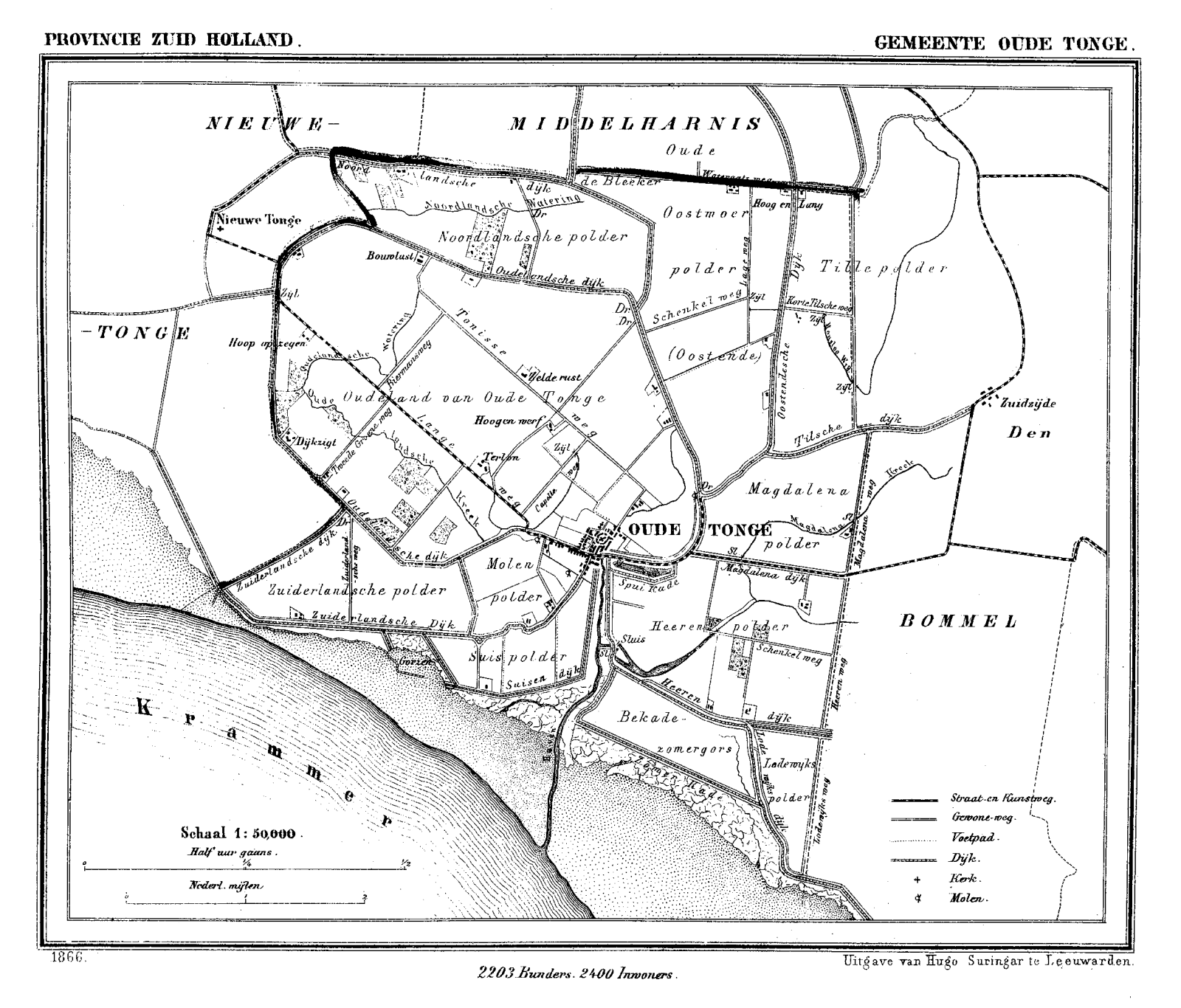
1866年的旧通厄（Oude Tonge）

东弗拉凯（荷蘭語：Oostflakkee，荷蘭語：[ˌoːstflɑˈkeː] ⓘ）是荷兰南荷兰省的一个旧市镇，位于胡雷-上弗拉凯岛上。2004年人口10,126。面积107.44 km²，其中32.75 km²为水域。2013年1月1日，东弗拉凯与市镇胡德雷德、迪尔克斯兰和米德尔哈尼斯合并为新市镇胡雷-上弗拉凱。